# Cathédrale de l'Annonciation de Kyoto
Pour les articles homonymes, voir Cathédrale de l'Annonciation.
La cathédrale de l'Annonciation de Kyoto (en japonais : 京都ハリストス正教会) est une église orthodoxe construite en 1901.